# 黑莓手機
是加拿大黑莓公司的手提無線通信設備與無線服務品牌，於1999年隨著無線行動服務與首支BlackBerry裝置——BlackBerry 850 呼叫器——推出。BlackBerry的行動裝置在臺灣被暱稱為黑莓機，其最大特色是支援Push Mail服務以及附有小型但完整的QWERTY鍵盤。Push Mail服務能主動將信件伺服器上的新郵件傳送一份到BlackBerry手持裝置上，而不用使用者上網檢查是否有新郵件，QWERTY鍵盤則方便使用者隨時隨地建立郵件，加上通訊錄、行事曆功能，使得BlackBerry成為當時最方便的行動電子郵件解決方案，因而受到商務人士喜愛與廣泛採用，一些大型企業更提供黑莓機予其行政人員及其他僱員使用。
2002年推出行動電話後，陸續加入文字短信、網路傳真、網頁瀏覽及其他無線資訊服務。2008年開始推出完全觸控的機型，以虛擬鍵盤取代實體鍵盤，以及更進一步的多點觸控功能機型。BlackBerry的服務亦由最開始的主動推送電子郵件擴展到包含通訊錄、行事曆、電子文件等，並為其他品牌的手提電話及個人數碼助理推出BlackBerry Connect軟件，提供Push Mail服務。
2016年TCL科技取得BlackBerry全球授權，未來將由TCL設計、製造與銷售黑莓品牌的行動裝置。
2020年1月，TCL宣布在2020年8月20日后停止生产、设计和销售任何黑莓品牌手机产品。
在 TCL 公司對黑莓品牌的全球許可到期前幾週，德克薩斯州初創公司 OnwardMobility 已獲得許可，從 2021 年開始為該品牌製造 5G 設備。與 TCL 的合作不同，OnwardMobility 將與製造合作夥伴 FIH Mobile 一起為企業市場製造設備。
2022年2月， OnwardMobility 在官網上正式發佈聲明，表示無法繼續開發帶有鍵盤的5G新手機，並且將結束營業。

## 歷史
1999年首支能通話的黑莓機RIM 6230問世，有強大的電子郵件功能，支援Push Mail電郵服務。Push mail最大的好处就是高实时性，用户像收短訊一样收到邮件，並且使用了标准的QWERTY键盘。因為鍵盤上的按鈕很像黑莓，因此命名為「黑莓」（BlackBerry）。美國911事件時，因網絡混亂，BlackBerry能及时传递現場信息，獲得美國廣大商務人士認同，在美國掀起BlackBerry的热潮。2004年，RIM公司有第100萬位使用者。
黑莓的主要用戶是商務人士和政要，如總統、部長級官員、國會議員等等。2005年，RIM公司有400萬使用者，當中超過20萬用戶為美國政府官員。《富比士》雜誌在「2005年全球20大高增長品牌」評選BlackBerry的品牌的增長率36％，僅次於後來iPhone的38％。
自2007年第一款蘋果iPhone推出伊始，已有不少評論認為，iPhone會是黑莓強勁的競爭對手。因此黑莓於2008年推出了公司第一款觸屏智能手機──BlackBerry Storm。BlackBerry Storm支援Microsoft Exchange、IBM Lotus Domino，還有SurePress屏幕技術，也提供了Google Maps和BlackBerry Maps兩種地圖。
儘管2010年年末，黑莓在美國的用戶群達到高峰，約有21,000,000用戶，不少投資評論開始對RIM的競爭能力提出質疑。因而在2011年4月，黑莓正式推出BlackBerry PlayBook。但市場上對PlayBook之批評不絕於耳，迫使RIM降價促銷，造成因此需要撇帳4.85億美元。
2013年1月30日，黑莓推出BlackBerry 10，同时发布了首款BlackBerry10手机Z10。
2016年，黑莓宣布放弃BlackBerry10。
2018年，黑莓推送了最后一个版本的BlackBerry10系统，并承诺寄予BlackBerry系统的用户最后两年的支持期。
2020年2月4日，黑莓官方宣布黑莓手机将停产。

### 中国市场
中国移动在2006年正式在中国大陆地区推出Blackberry业务，2007年7月在中国大陆地区引进第一款设备Blackberry 8700。

## CPU
早期的黑莓手機大多使用Intel 80386處理器。最新的9000系列黑莓手機，則配備英特爾 XScale 624MHz CPU，使黑莓手機運行得更快。之前的8000系列黑莓手機，如8700和Pearl都使用ARM XScale ARMv5TE PXA900 312MHz CPU。然而黑莓8707使用Qualcomm 3250 80MHz芯片組，這是由於ARMv5TE ARM的XScale PXA900芯片組不支持3G網絡。所以尽管黑莓8707支持3G网络，但由于使用了较差的芯片组，實際上其速度与较慢的EDGE網絡差不多。在2011年，較高階的黑莓手機如Bold 9900/9930開始改用1.2GHz SnapDragon處理器。而后期的BlackBerry10和Android手机均采用高通骁龙系列处理器。

## 断网与邮件收发
众所周知，由于网络因素，所有的手机有时均会出现互联网无法使用的情况，但是与普通手机不同的是没有连接BIS（BlackBerry Internet Service）或BES（BlackBerry Enteprise Server）服务器中至少一种服务器的BlackBerry智能手机，会出现互联网无法使用之后，即使网络恢复正常也不会再让第三方程序访问互联网的现象，目前仅有部分型号的黑莓手机可以使用第三方软件补丁或将不同版本的系统混合安装入BlackBerry智能手机，能够在不接入服务器的情况下解决此问题，但效果并不稳定。且此现象不仅限于中国大陆地区，任何一款没有连接BIS或者BES的BlackBerry都会出现断网情况，官方的解释是“我们主推BIS和BES服务，关于以上问题我们已经派工程师着手解决”。
自2013年1月30日BlackBerry 10发布后,断网问题获官方解决，但仅针对BB10及以后手机有效。注意: 从BB10开始，BIS业务取消(不再通过黑莓服务器)，手机即使没有办理黑莓相关业务也可以进行正常的邮件收发和上网，但需要运营商的相关服务（和iOS与Android原理相同）。如需Pushmail业务，还需办理BES。

## 禁止
阿联酋通讯管理局将从2009年10月11日起暂停黑莓手机的电子邮件、网络瀏覽和短信服务。據阿联酋表示，黑莓智能手机对国家安全构成潜在威胁，因为用户的数据储存在国外。阿联酋表示一定要建立安全机制来保护本国的法律和消费者，而当地法律无法用于外国储存的信息和数据。